# Hastière
Hastière (prononcer [astjɛʁ] ; en wallon Astire) est une commune francophone de Belgique située en Région wallonne dans la province de Namur. Créée en 1977 par la fusion de communes d'Agimont, Blaimont, Hastière-Lavaux, Hastière-par-delà, Heer, Hermeton-sur-Meuse et Waulsort, c'est une des rares nouvelles communes se trouvant à cheval sur la Meuse. Son centre administratif se trouve à Hastière-Lavaux. C'est dans l’entité d’Hastière que l'Hermeton se jette dans la Meuse.

## Géographie

### Sections
| # | Nom                | Superficie. (km²) | Habitants (2020) | Habitants par km² | Code INS |
| - | ------------------ | ----------------- | ---------------- | ----------------- | -------- |
| 1 | Hastière-Lavaux    | 10,75             | 1.898            | 177               | 91142A   |
| 2 | Hastière-par-delà  | 2,43              | 765              | 315               | 91142B   |
| 3 | Waulsort           | 11,91             | 451              | 38                | 91142C   |
| 4 | Blaimont           | 6,37              | 431              | 68                | 91142D   |
| 5 | Heer               | 7,68              | 857              | 112               | 91142E   |
| 6 | Agimont            | 10,32             | 1.069            | 104               | 91142F   |
| 7 | Hermeton-sur-Meuse | 7,14              | 544              | 76                | 91142G   |

### Communes limitrophes
| Florennes | Onhaye                   |        |
| Doische   | Hastière                 | Dinant |
|           | Canton de Givet (France) |        |

## Évolution de la population

### Démographie: Commune fusionnée
En tenant compte des anciennes communes entraînées dans la fusion de communes de 1977, on peut dresser l'évolution suivante:
Les chiffres des années 1831 à 1970 tiennent compte des chiffres des anciennes communes fusionnées.
- Source: DGS , de 1831 à 1981=recensements population; à partir de 1990 = nombre d'habitants chaque 1 janvier[1]

## Éléments d'histoire
Le 14 mai 1940, lors de la bataille de France, les Allemands de l’Infanterie-Regiment 27 (de la 12. Infanterie-Division de Walther von Seydlitz-Kurzbach) traversent la Meuse au niveau d'Hastière, face au 19e régiment d'infanterie (lieutenant-colonel Brétillot) et s'emparent de la ville.

## Héraldique
|  | La ville possède des armoiries qui lui ont été octroyées le 12 février 1981. Elles sont à l'origine celles de l'ancienne commune de Hastière-Lavaux à qui elles avaient été octroyées le 8 mai 1964. Elles sont à l'origine celles du sceau de l'Église abbatiale Saint-Pierre d'Hastière de 1358. Elles montrent la sainte patronne, la Vierge Marie avec Jésus Blasonnement : D'azur à la Vierge debout, couronnée et nimbée, tenant du bras senestre l'Enfant Jésus, également couronné et nimbé, et de la dextre un sceptre fleuronné, le tout d'argent - 1'écu posé sur une crosse abbatiale d'or, le crosseron tourné à dextre. Source du blasonnement : Heraldy of the World. |

## Politique et administration

### Conseil et collège communal 2024-2030
Ci-dessous, le tableau des résultats des élections communales de 2024.
| Parti | Parti          | Voix (2024) | Voix (2018) | % (2024) | % (2018) | +/-   | Sièges  | +/- | Collège |
| ----- | -------------- | ----------- | ----------- | -------- | -------- | ----- | ------- | --- | ------- |
|       | Vivre Hastière | 1.114       | -           | 30,00%   | -        | 0.0 % | 5 / 17  | 5.0 | Non     |
|       | EN AVANT       | 2.599       | 2.397       | 70,00%   | 61,30%   | 8.7 % | 12 / 17 | 0.0 | Oui     |
|       | EM             | -           | 530.0       | -        | 3,35%    | 0.0 % | - / 17  | 1.0 | Non     |
|       | Avenir         | -           | 983         | -        | 25,14%   | 0.0 % | - / 17  | 4.0 | Non     |
| Total | Total          | 3 713       | 8 680       | 100 %    | 100 %    |       | 17      |     |         |

| Collège communal  |                  |               |
| ----------------- | ---------------- | ------------- |
| Bourgmestre       | Simon Bultot     | PS - En Avant |
| 1er Échevin       | Philippe Vincke  | PS - En Avant |
| 2e Échevin        | Fabrice De Rycke | En Avant      |
| 3e Échevine       | Joëlle Casteleyn | PS - En Avant |
| 4e Échevine       | Maud Rousseaux   | PS - En Avant |
| Président du CPAS | David Mathon     | En Avant      |

## Patrimoine et culture

### Patrimoine architectural
- En bord de Meuse, l'église Saint-Pierre, du XIe siècle qui faisait partie de l'ancien monastère bénédictin de Hastière-par-delà (fondé par le comte palatin Wigéric)
- le Château de Freÿr entouré de jardins classiques et faisant face aux rochers de Freÿr
- les bâtiments monastiques de l'abbaye bénédictine de Waulsort (au nord de Waulsort).
- les grottes du Pont d'Arcole.

## Galerie d'illustrations

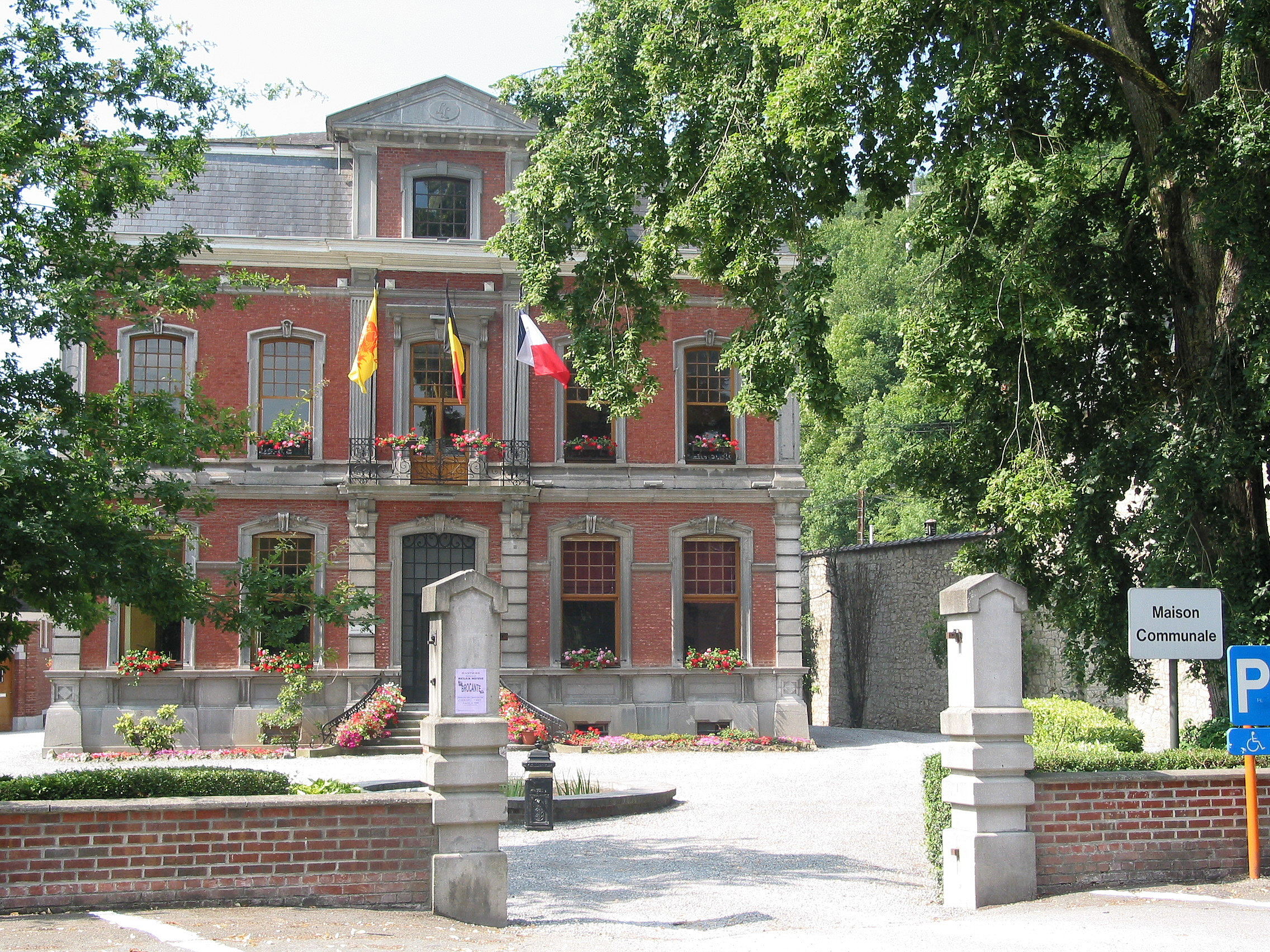
La maison communale.
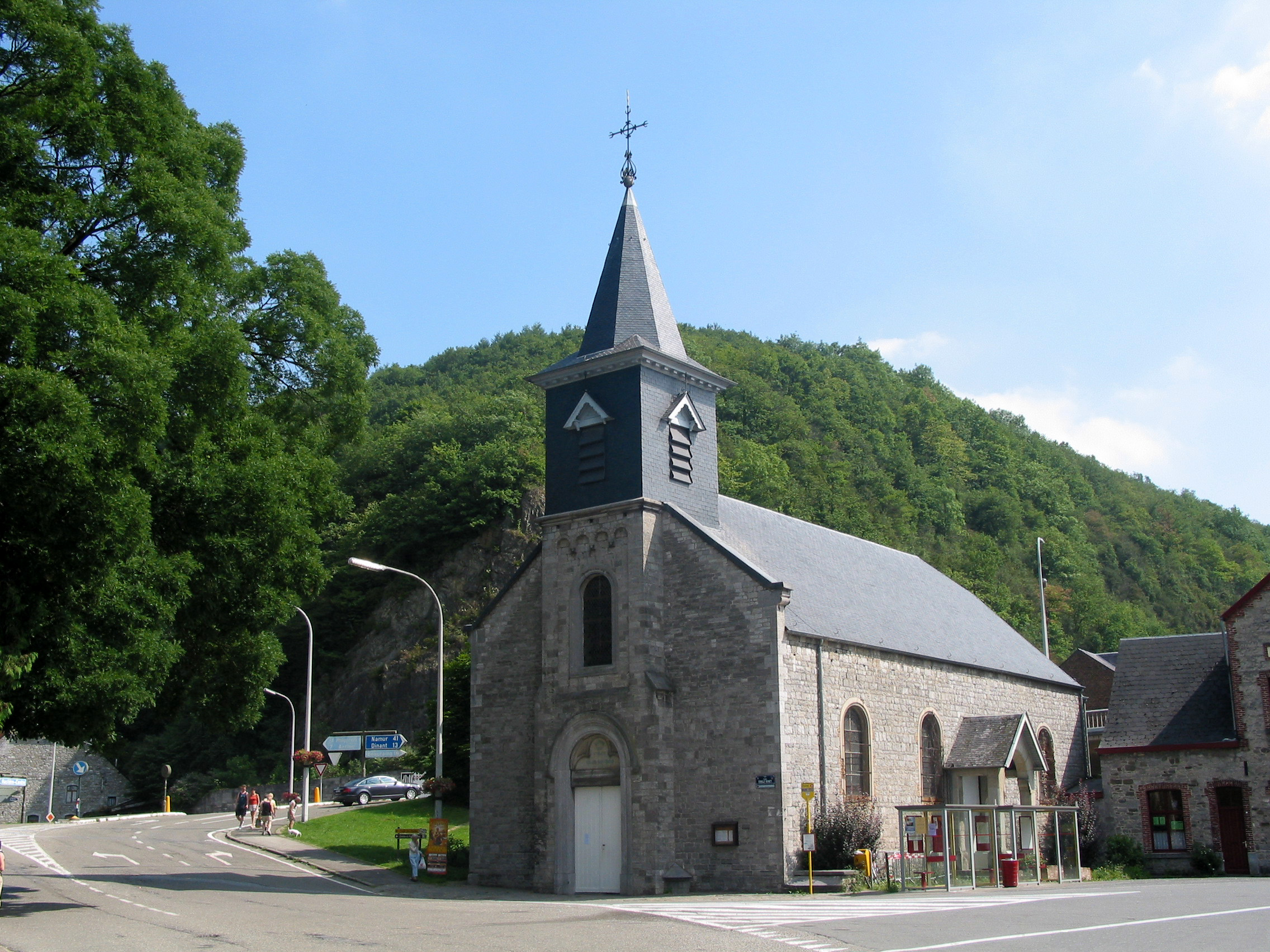
Hastière-Lavaux - L'église St-Nicolas.
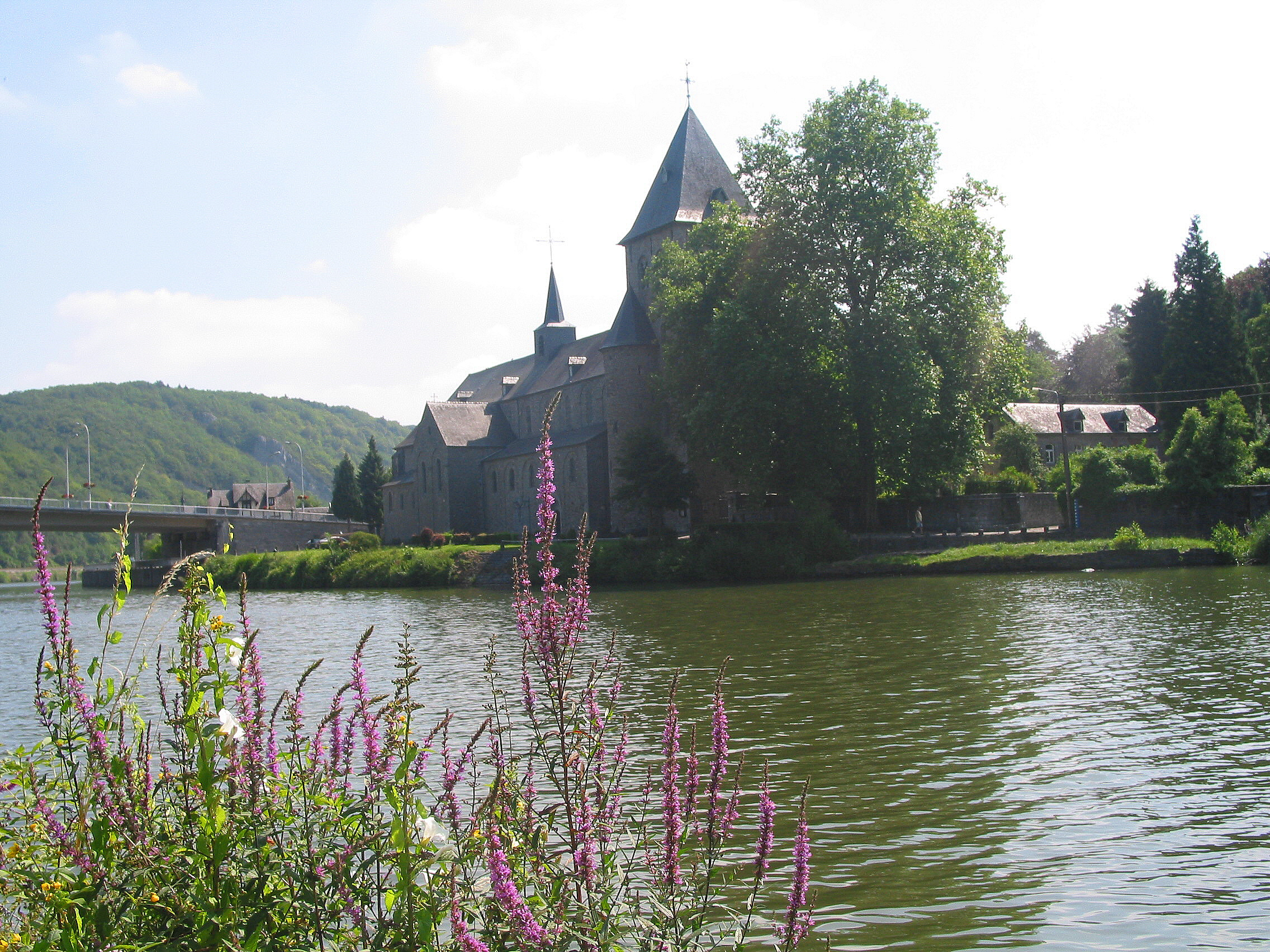
La Meuse et l'abbatiale.

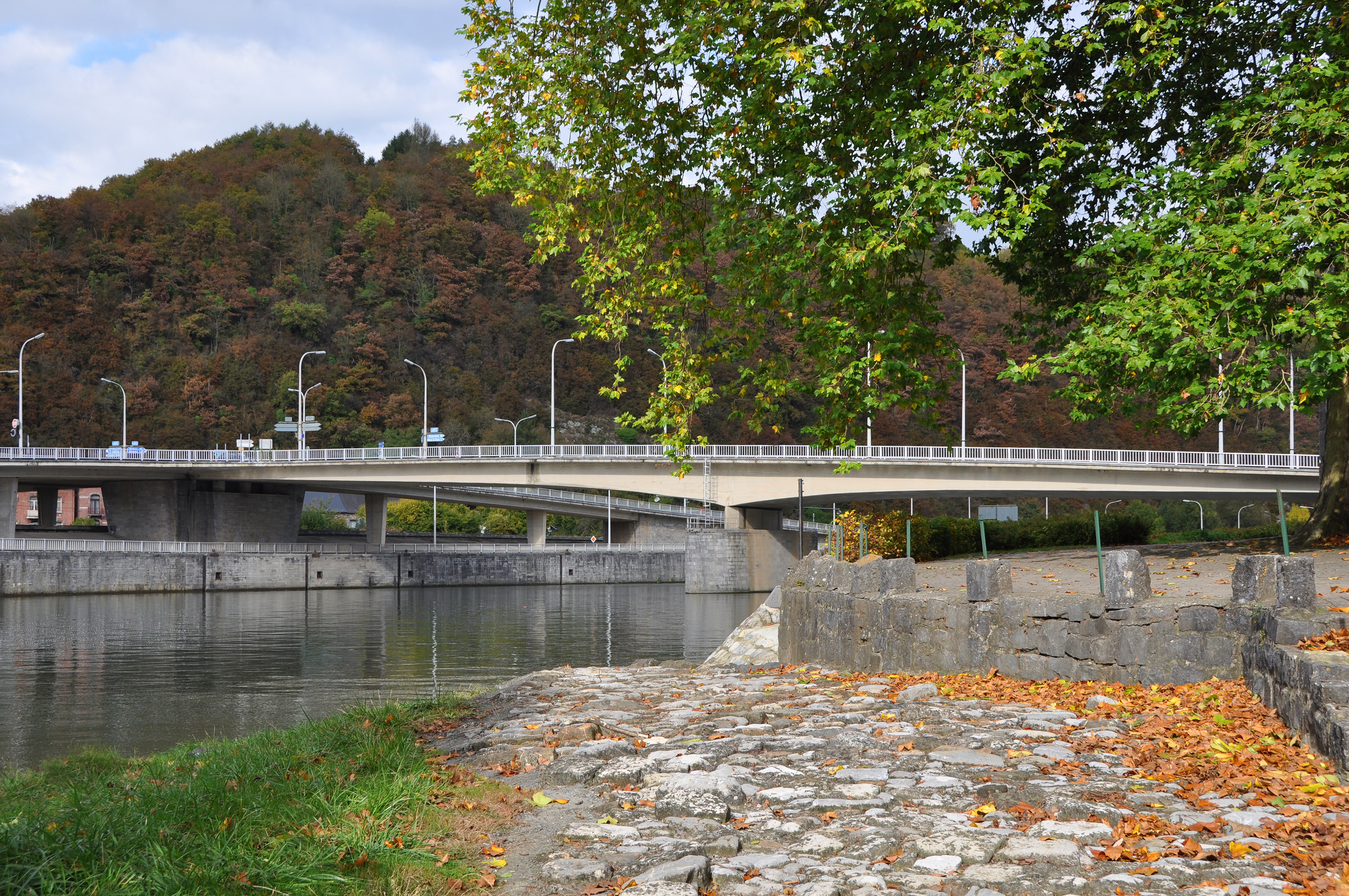
Le pont sur la Meuse.
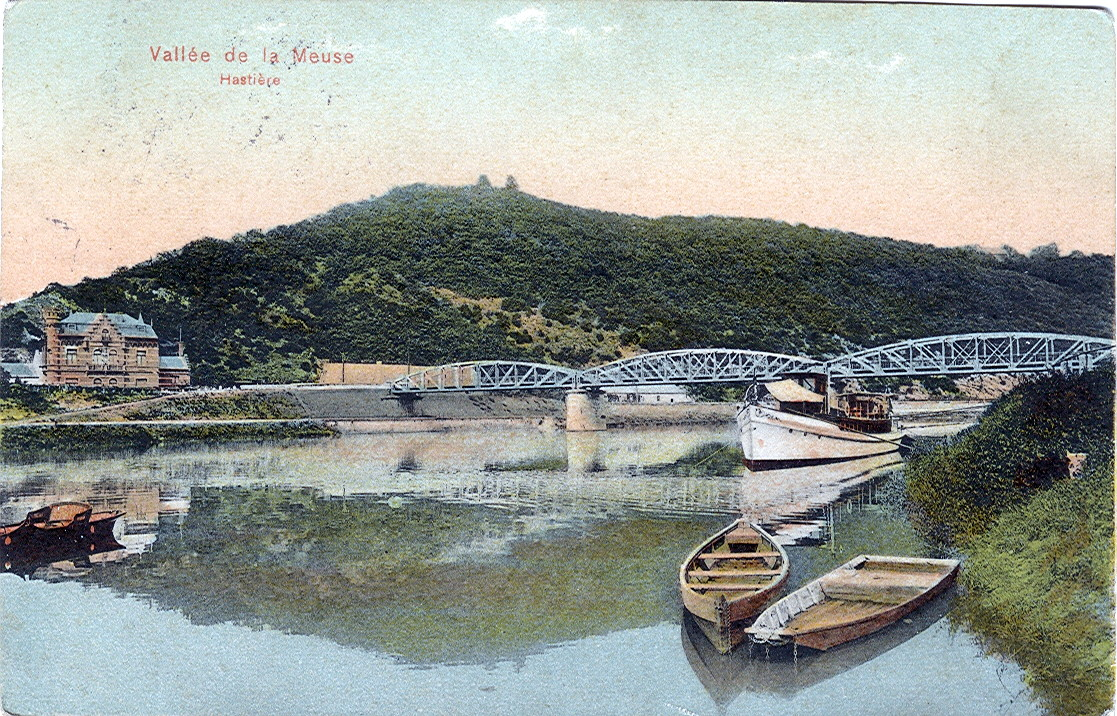
L'ancien pont (1916).
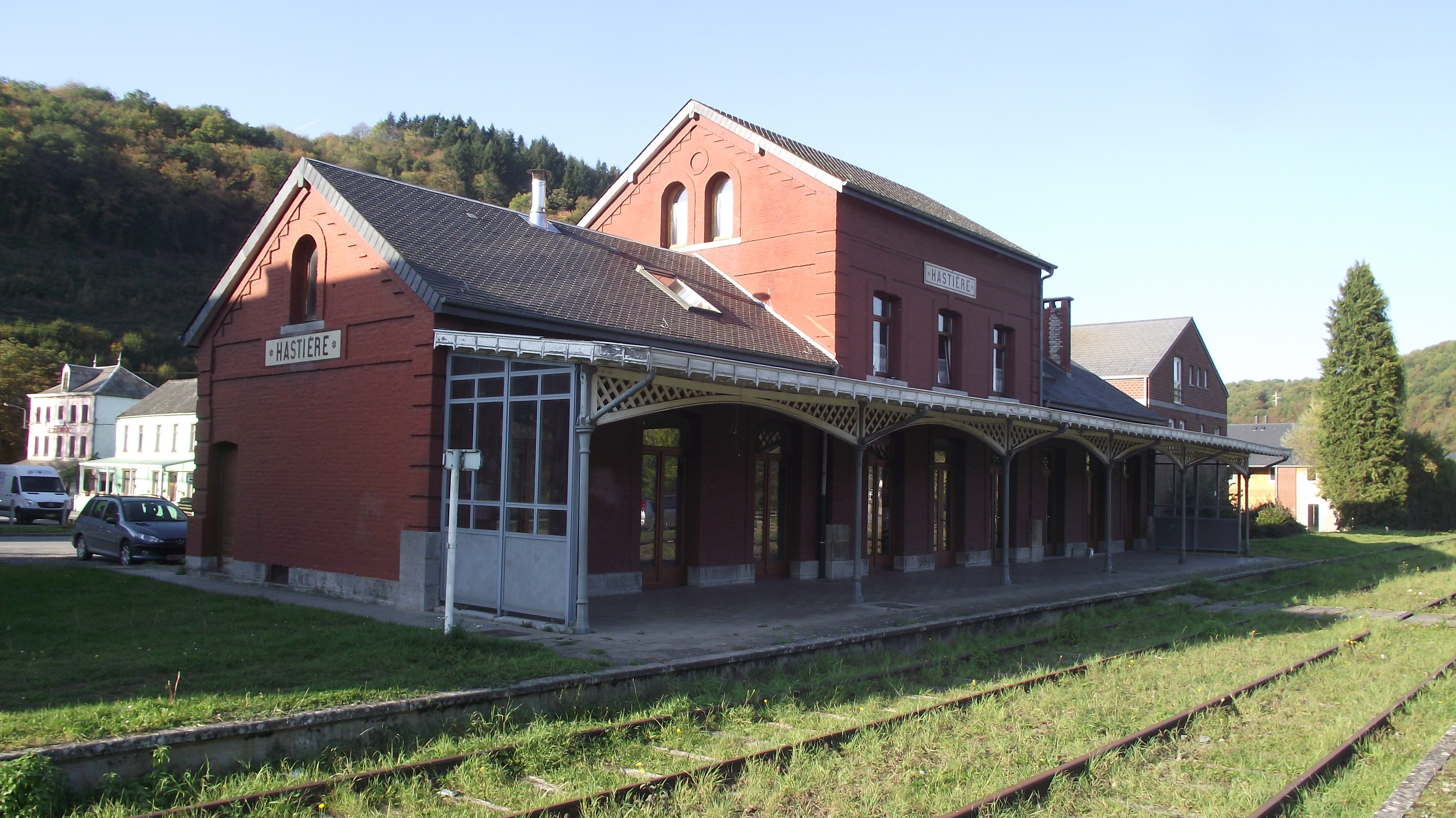
L'ancienne gare.